# Европско првенство у атлетици у дворани 1972 — бацање кугле за мушкарце
Такмичење у бацању кугле у мушкој конкуренцији на трећем Европском првенству у атлетици у дворани 1972. 12. марта 1972. године у Палати спортова у Греноблу, Француска.
Титулу европског првака освојену на Европском првенству у дворани 1971. у Софији поново је одбранио  Хартмут Бризеник из Источне Немачке.

## Земље учеснице
Учествовало је 10 бацача кугле из 7 земаља.
1. Источна Немачка (2)
2. Чехословачка  (2)
3. Финска  (1)
4. Француска (2)
5. Југославија (1)
6. Пољска (1)
7. Уједињено Краљевство (1)

## Рекорди
Извор:
| Рекорди пре почетка Европског првенства у дворани 1972.     | Рекорди пре почетка Европског првенства у дворани 1972. | Рекорди пре почетка Европског првенства у дворани 1972. | Рекорди пре почетка Европског првенства у дворани 1972. | Рекорди пре почетка Европског првенства у дворани 1972. | Рекорди пре почетка Европског првенства у дворани 1972. |  |
| ----------------------------------------------------------- | ------------------------------------------------------- | ------------------------------------------------------- | ------------------------------------------------------- | ------------------------------------------------------- | ------------------------------------------------------- |  |
| Светски рекорд                                              | Ал Фојербах                                             | САД                                                     | 21,15                                                   | Покатело, САД                                           | 5. фебруар 1972.                                        |  |
| Европски рекорд у дворани                                   | Хартмут Бризеник                                        | Источна Немачка                                         | 20,22                                                   | Беч Аустрија                                            | 15. март 1970.                                          |  |
| Рекорди европских првенстава                                | Хартмут Бризеник                                        | Источна Немачка                                         | 20,22                                                   | Беч Аустрија                                            | 15. март 1970.                                          |  |
| Најбољи светски резултат сезоне у дворани                   | Ал Фооербах                                             | САД                                                     | 21,15                                                   | Сан Франциско САД                                       | 5. вфебруар 1972.                                       |  |
| Најбољи европски резултат сезоне у дворани                  | Валериј Војкин                                          | СССР                                                    | 20,13                                                   | Доњецк СССР                                             | 6. фебуар 1972.                                         |  |
| Рекорди после завршеног Европског првенства у дворани 1972. |                                                         |                                                         |                                                         |                                                         |                                                         |  |
| Европски рекорд у дворани                                   | Хартмут Бризеник                                        | Источна Немачка                                         | 20,67                                                   | Гренобл Француска                                       | 12. март 1972.                                          |  |
| Рекорди европских првенстава                                | Хартмут Бризеник                                        | Источна Немачка                                         | 20,67                                                   | Гренобл Француска                                       | 12. март 1972.                                          |  |
| Најбољи европски резултат сезоне у дворани                  | Хартмут Бризеник                                        | Источна Немачка                                         | 20,67                                                   | Гренобл Француска                                       | 12. март 1972.                                          |  |

## Освајачи медаља
|                                        |                              |                                    |
| Хартмут Бризеник 20,67 Источна Немачка | Владислав Комар 20,32 Пољска | Јарослав Брабец 19,94 Чехословачка |

## Резултати
Због малог броја учесника није било квалификација и сви су учествовали у финалу.

### Коначан пласман
| Пласман | Атлетичар              | Земља                | #1    | #2    | #3    | #4    | #5    | #6    | Резултат | Белешка |
| ------- | ---------------------- | -------------------- | ----- | ----- | ----- | ----- | ----- | ----- | -------- | ------- |
|         | Хартмут Бризеник       | Источна Немачка      | 20,50 | х     | 20,41 | х     | 20.59 | 20,67 | 20,67    | ЕРд НРд |
|         | Владислав Комар        | Пољска               | 19,83 | х     | 20,32 | 19,62 | 19,91 | 19,89 | 20,32    | НРд     |
|         | Јарослав Брабец        | Чехословачка         | 16,67 | 18,82 | 19,71 | х     | 19,94 | 19,94 | 19,94    |         |
| 4.      | Хајнц-Јоафин Ротенбург | Источна Немачка      | 19,66 | х     | 19,28 | 19,29 | 19,90 | 19,90 | 19,90    |         |
| 5.      | Ив Брузе               | Француска            | х     | 19,16 | 19,78 | 18,80 | х     | 19,26 | 19,80    |         |
| 6.      | Мирослав Јаноушек      | Чехословачка         | 18,67 | 19,34 | 19,08 | х     | х     | х     | 19,34    |         |
| 7.      | Сепо Симола            | Финска               | 18,05 | 18,52 | 18,37 | 18,76 | 18,97 | 18,78 | 18,97    |         |
| 8.      | Џефри Кејпс            | Уједињено Краљевство | х     | 18,54 | х     | 18,63 | 18,67 | х     | 18,67    |         |
| 9.      | Иван Иванчић           | Југославија          | 17,61 | х     | 18,08 |       |       |       | 18,08    |         |
| 10.     | Арнжол Бер             | Француска            | 7,89  | 17,74 | 17,89 |       |       |       | 17,89    |         |

## Укупни биланс медаља у бацању кугле за мушкарце после 3. Европског првенства у дворани 1970—1972.
|    | Земља           |   |   |   |   |
| -- | --------------- | - | - | - | - |
| 1. | Источна Немачка | 3 | 1 | 0 | 4 |
| 2, | Пољска          | 0 | 1 | 0 | 1 |
| 2, | Совјетски Савез | 0 | 1 | 0 | 1 |
| 4. | Чехословачка    | 0 | 0 | 1 | 1 |
| 4. | Француска       | 0 | 0 | 1 | 1 |
| 4. | Шведска         | 0 | 0 | 1 | 1 |
|    | Укупно {6}      | 3 | 3 | 3 | 9 |

|    | Атлетичар        | Земља           |   |   |   |   |
| -- | ---------------- | --------------- | - | - | - | - |
| 1. | Хартмут Бризеник | Источна Немачка | 3 | 0 | 0 | 3 |